# 激写ボーイ
『激写ボーイ』（げきしゃボーイ）は、1992年にアイレムから発売されたPCエンジン用横スクロールアクション。
主人公の「デビッド・ゴールドマン」を操作し、ステージ上にある照準を対象物に合わせる事で撮影し、「ロサンゼルス・カメラ・学院」の卒業試験に合格する事を目的としている。
キャラクター等はアメコミ風だが、トムキャットシステムが開発した日本製のゲームである。開発にはアーケードゲーム『源平討魔伝』（1986年）を製作した大久保良一が関与、音楽はファミリーコンピュータ用ソフト『暴れん坊天狗』（1990年）を製作した大久保高嶺が担当。
後にステージ数の増加や一部システムを改変した移植版PlayStation用ソフト『SIMPLE1500シリーズ Vol.94 THE カメラマン～激写ボーイ おまけ付～』（2002年）が発売された。
PCエンジン版はゲーム誌『ファミコン通信』の「クロスレビュー」にてシルバー殿堂入りを獲得した。

## ゲーム内容
横スクロールするステージを背景のオブジェクトを撮影しつつ移動し、指定した被写体を収めながら決められた得点を上回ればクリア、上回れなかったらゲームオーバー。
赤く点滅する障害物に当たるとフィルムが5個減る。指定した被写体を写すと高得点。フィルムが残った状態でゴールに辿り着くと残ったフィルムは得点を清算する。

## 設定

### ストーリー
デビッド・ゴールドマンは大のカメラ好き。カメラ片手の気ままな毎日。カメラ好きが高じて、ロサンゼルス・カメラ・学院に、入学しました。毎日、電車に揺られて学校に通うデビッド・ゴールドマン。でも幸せでした。不幸が突然彼を襲いました。飛行機が墜ちてパパとママが死んでしまったのです。彼を愛してくれたパパとママ。いくら泣いても帰って来ません。ゴールドマンは情熱を失い学校を辞めようと思いました。ところが校長先生は彼に思い掛けない提案をしたのです。「キミ、辞めてしまうとは勿体無い。特別に卒業試験を受けさせてあげようじゃないか。これから私の指定する8枚の写真を撮ってきたまえ」。デビッド・ゴールドマンは卒業試験を受ける事にしました。

### ステージ構成
場所名はPS版でのステージ名を参照した。
| TAKE          | 場所         | 解説 | 指定の被写体               |
| ------------- | ------------ | --- | -------------------------- |
| 1             | ストリート   | 背景には車が走っていたりUFOが飛んでいたりする。10000点以上でクリア。 | 空飛ぶ車                   |
| 2             | ダウンタウン | 洗濯物や植木鉢などが落ちてくる。BGMはテイク・ファイヴ風の曲が流れる。15000点以上でクリア。 | 轢き逃げする車             |
| 3             | 遊園地       | 背景には綺麗な夜空とともに流れ星が落ちてくる。当たるとフィルムを5個落としてしまう。20000点以上でクリア。                                                                                                  | 空飛ぶ自転車               |
| 4             | 海           | 色々な魚とともに写真を撮影する。沈没船は宝箱が存在する。撮ると開く。25000点以上でクリア。 | 魚の結婚式                 |
| 5             | 美術館       | 蜘蛛やネズミなどがいる微妙に不衛生な美術館。色々な名画などが登場する。30000点以上でクリア。 | 吃驚しているモナリザ       |
| 6             | シーサイド   | 空き缶が飛んでくる海岸。サメや潜水艦等が登場する。35000点以上でクリア。 | 海の上を走っている人       |
| 7             | お化け       | 様々な化け物が登場するステージ。フクロウの鳴き声が聞こえてくる。40000点以上でクリア。 | ゴール手前の城に出て来る目 |
| 8             | 西部劇       | 西部劇の世界を再現したステージ。樽やハゲタカが飛んでくる。45000点以上でクリア。 | 決闘                       |
| 9（PS版のみ） | おまけ       | プレイステーション版で追加された野球場のステージ。50000点以上でクリア。 | ホームラン                 |
| 10（PC版は9） | 学校         | ラストステージ。モグラ叩きのようなステージで、3×3マスに仕切られたアルバムの写真の中から顔を出す校長を激写する。このステージのみフィルムは無制限だが、制限時間がある。45秒以内に150000点以上取るとクリア。 | 校長先生                   |

## 登場人物
デビッド・ゴールドマン
このゲームの主人公。未来を夢見るフォトスクールの学生。
校長
ロサンゼルス・カメラ・学院の校長。行く先々に現れる。
Hマン
校長と同じくデビッドの行く先々に現れる謎の男。

## 移植版
| No. | タイトル                                                        | 発売日        | 対応機種    | 開発元               | 発売元           | メディア | 型式       | 備考 |
| --- | --------------------------------------------------------------- | ------------- | ----------- | -------------------- | ---------------- | -------- | ---------- | ---- |
| 1   | SIMPLE1500シリーズ Vol.94 THE カメラマン～激写ボーイ おまけ付～ | 2002年5月23日 | PlayStation | トムキャットシステム | D3パブリッシャー | CD-ROM   | SLPM-87076 |      |

PlayStation版の変更点
- ステージのセレクトが出来る様になった。
- おまけ面として野球場ステージが追加された。
- 難易度の変更が出来る様になった。
- エンディング到達度後に二人プレイが解禁される。2Pキャラは『激写ボーイ2 〜特ダネ大国ニッポン〜』にも登場する激写ガール。
- BGMはプレイステーションの内臓音源で再現されているため音色のニュアンスが異なる。

## スタッフ
- ゲーム・デザイナー：大久保良一、長島正登、さかいかずひろ
- プログラマー：大久保良一、さかいかずひろ
- グラフィック：長島正登、よしばたかを、つじもとふみこ、笠原健
- 音楽：大久保高嶺
- アドバイザー：吉岡幹之、さいとうたかひろ、のでらまさり、高橋由起夫
- プロデューサー：吉岡幹之、さかいかずひろ

## 評価
ゲーム誌『ファミコン通信』の「クロスレビュー」では7・8・8・8の合計31点（満40点）でシルバー殿堂入りを獲得、レビュアーは照準を定めるシステム自体はそんなに新鮮ではないがカメラでスクープを撮るシチュエーションが楽しく奇抜なアイデアが上手く活かされ、アメコミを意識したグラフィックもいい、各所にあるギャグもイカしている、上手く撮れなくても通行人の行動を見るだけでも楽しい、一方でハマる人にはハマるが荒削りな部分もあり、シャッターチャンスのポイントをきちんと記憶する覚えゲーでそうしないと面をクリアできない、プラスアルファ何かあればより画期的なゲームになったとした。「Best Picks of This Week」の欄ではアクションが苦手でもそれなりに楽しめるとのコメントがあり、同じ号でレビューした12作品中レビュアー4人中3人が本作を選んだ。
『月刊PCエンジン』では75・80・90・85・85の平均83点（満100点）、合計『マル勝PCエンジン』では7・8・8・4の合計27点（満40点）、『PC Engine FAN』の読者投票による「ゲーム通信簿」での評価は以下の通りとなっており、21.81点（満30点）となっている。また、この得点はPCエンジン全ソフトの中で179位（485本中、1993年時点）となっている。同雑誌1993年10月号特別付録の「PCエンジンオールカタログ'93」では、「さまざまな障害を乗り越えて、決定的瞬間を写真に撮りまくるという、少し変わったアクションゲーム。校長先生に指定された8枚の写真を撮るのが目的。指定以外にも、思わず笑える写真を撮ることができる」と紹介されている。
| 項目 | キャラクタ | 音楽 | 操作性 | 熱中度 | お買得度 | オリジナリティ | 総合  |
| 得点 | 3.63       | 3.00 | 3.75   | 3.69   | 3.38     | 4.38           | 21.81 |